# SuperC

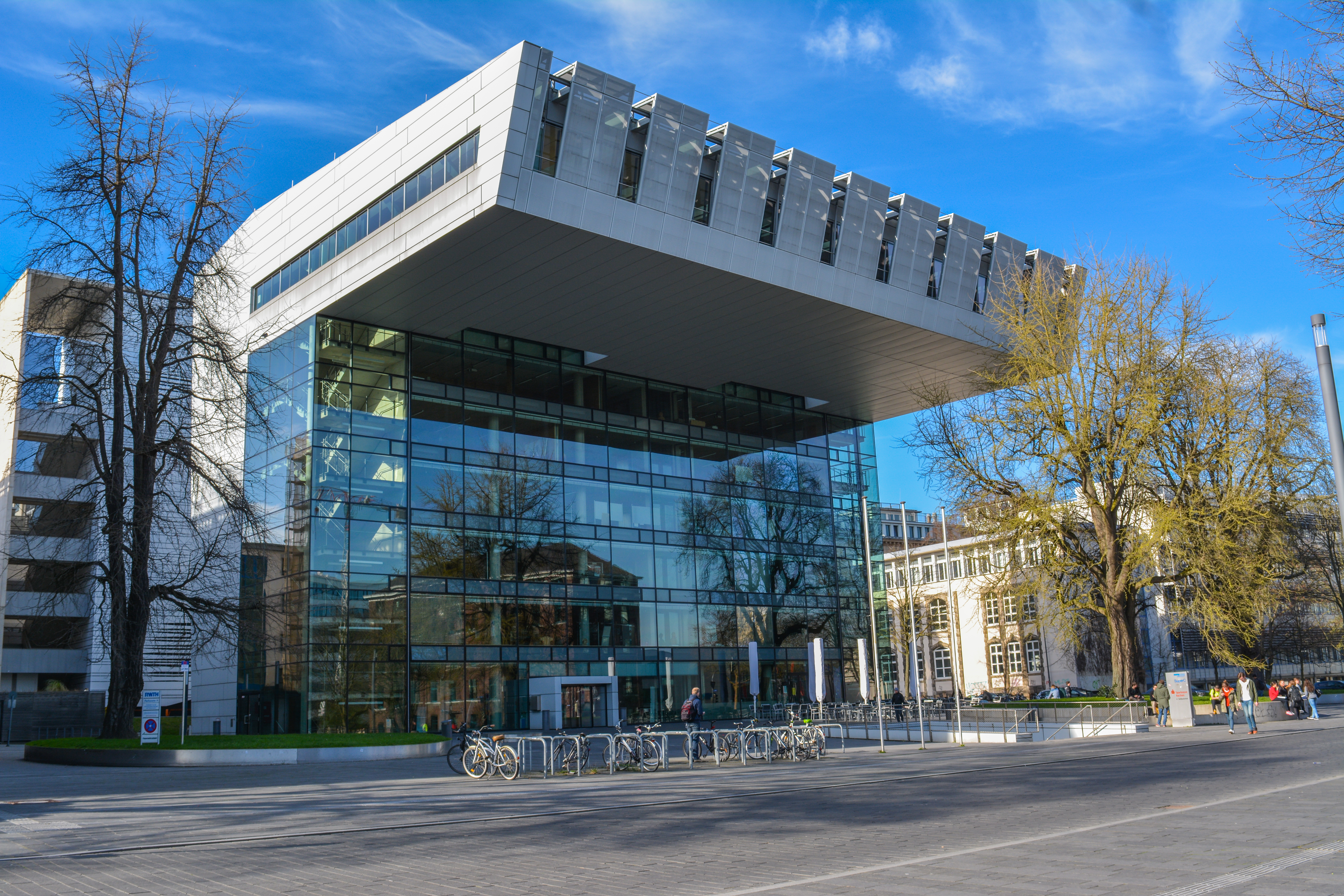
SuperC am Tag

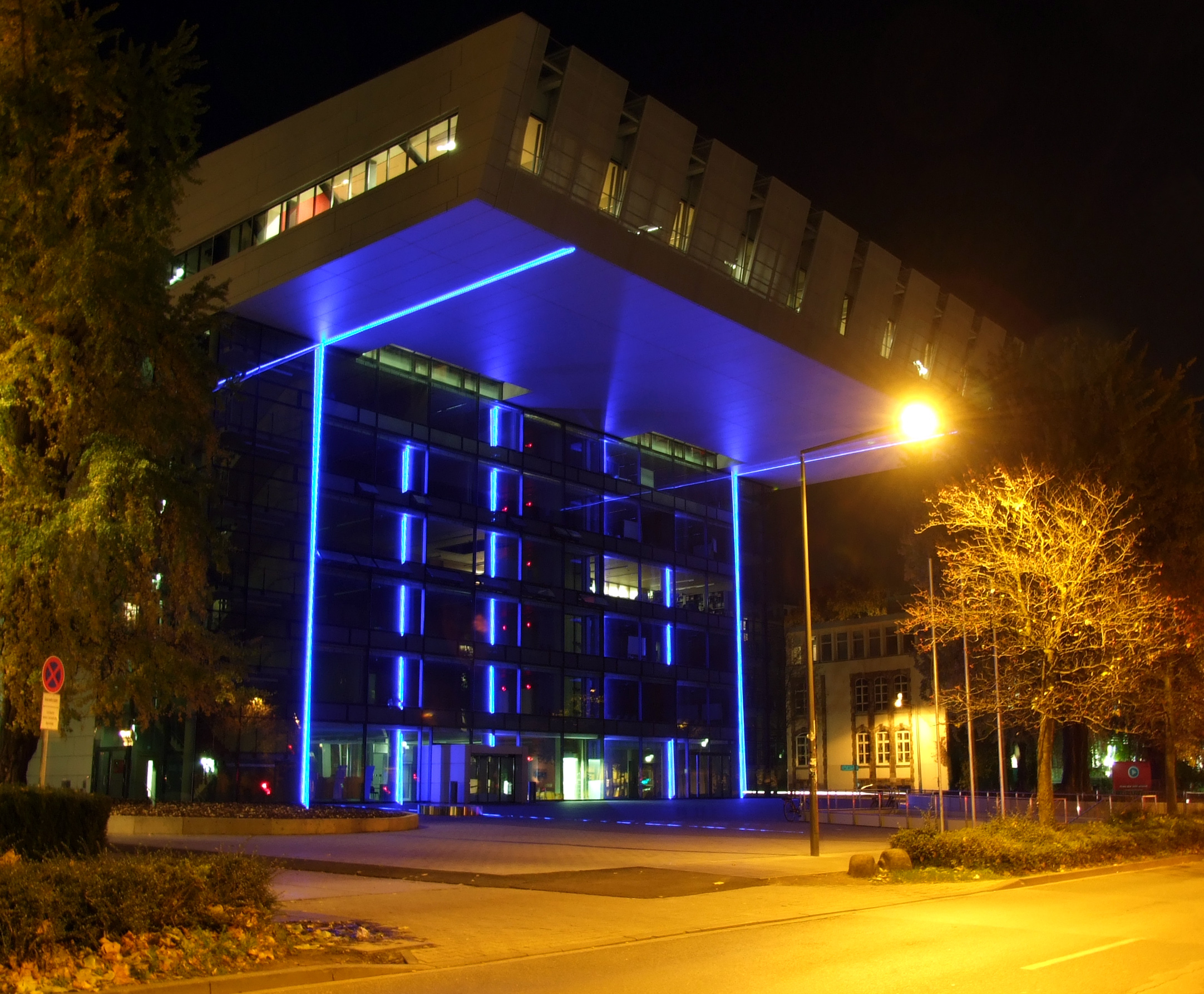
SuperC bei Nacht

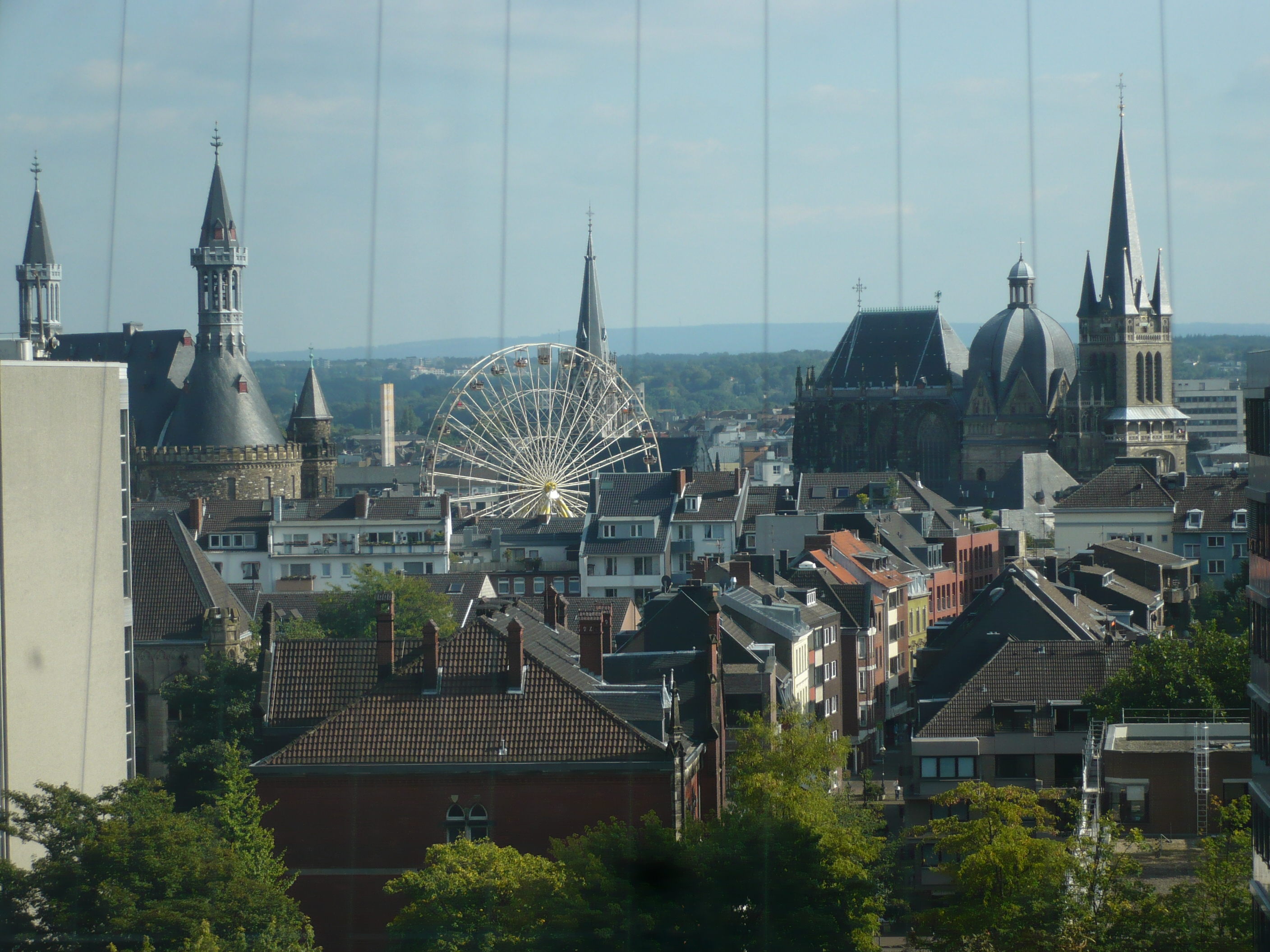
Blick aus dem SuperC in Richtung Aachener Altstadt mit dem Aachener Dom und dem Aachener Rathaus

Das SuperC ist das Service-Zentrum der RWTH Aachen, das unmittelbar neben dem Hauptgebäude steht und eine Reihe von Dienstleistungen für Studierende unter einem Dach vereint, etwa das Studierendensekretariat, das Akademische Auslands- und Prüfungsamt und das sogenannte Career Center, die vor dem Bestehen des Gebäudes weit verteilt waren. Darüber hinaus finden sich in dem Gebäude Ausstellungsflächen, Tagungs- und Seminarräume, die zu einem Treffpunkt im Kernbereich der Hochschule werden sollen.

## Gebäude
Der Erste Spatenstich fand am 29. Mai 2006 statt, die offizielle Eröffnung nahm der scheidende Rektor der RWTH Prof. Burkhard Rauhut am 29. Juli 2008 im Beisein von NRW-Innovationsminister Andreas Pinkwart, Aachens Oberbürgermeister Jürgen Linden und rund 200 geladenen Gästen vor. Bis zur tatsächlichen Inbetriebnahme dauerte es allerdings noch bis Ende September.
Seinen Namen erhielt das Gebäude nach seinem Aussehen, einem großen C: Nach dem ursprünglichen Entwurf sollte das Gebäude auf einer Fläche von 750 m² 20 Meter hoch werden und die obere der acht Etagen etwa 17 Meter auskragen und wurde mit 24.708.000 DM Bruttobaukosten (Kostengruppen 300 – 500 gem. DIN 276, inkl. 16 % MwSt.) in der Kostenschätzung veranschlagt. Eine verglaste Fassade soll Offenheit gegenüber der Stadt signalisieren. Im Zuge der Umsetzung wurde die Anzahl der Etagen jedoch auf sieben reduziert, um eine für das Projekt problematische baurechtliche Einstufung als Hochhaus zu umgehen. Die Zentrale Studienberatung konnte daher entgegen ursprünglichen Planungen keinen Platz im Gebäude finden. Die Baukosten beliefen sich schließlich auf 24 Millionen Euro, die durch Zuschüsse vom Land Nordrhein-Westfalen, durch Sponsoren und dem Bau- und Liegenschaftsbetrieb NRW übernommen wurden. Letzterer fungierte zugleich auch als Bauherr und Projektleiter.
Die unterste Etage des Gebäudes (und somit der untere Strich des Cs) liegt unterirdisch, weshalb das SuperC aus Blickrichtung des links von ihm gelegenen Hauptgebäudes eher an ein griechisches Γ (Gamma) erinnert. Es wird daher in Anlehnung an einen Kommentar eines Aachener Mathematikprofessors von einigen Studierenden auch als „SuperΓ“ bezeichnet.
Bis etwa 2001 standen an der Stelle des heutigen SuperC Baracken, in denen die für Immatrikulation und Rückmeldung zuständigen Verwaltungsbüros untergebracht waren.
Im Mai 2009 wurde über Ausdünstungen chemischer Substanzen in den Innenräumen des Gebäudes berichtet; mehrere der dort Beschäftigten klagten über Augen- und Atemwegsreizungen. Verstärktes Lüften konnte die Belastung nur teilweise senken; ein erneuter Anstieg im Oktober machte nach Angaben der Hochschule nun eine Belastung des Teppichbodens mit dem Lösungsmittel Acetonitril wahrscheinlich.

## Geothermiebohrung RWTH-1 für das SuperC-Gebäude

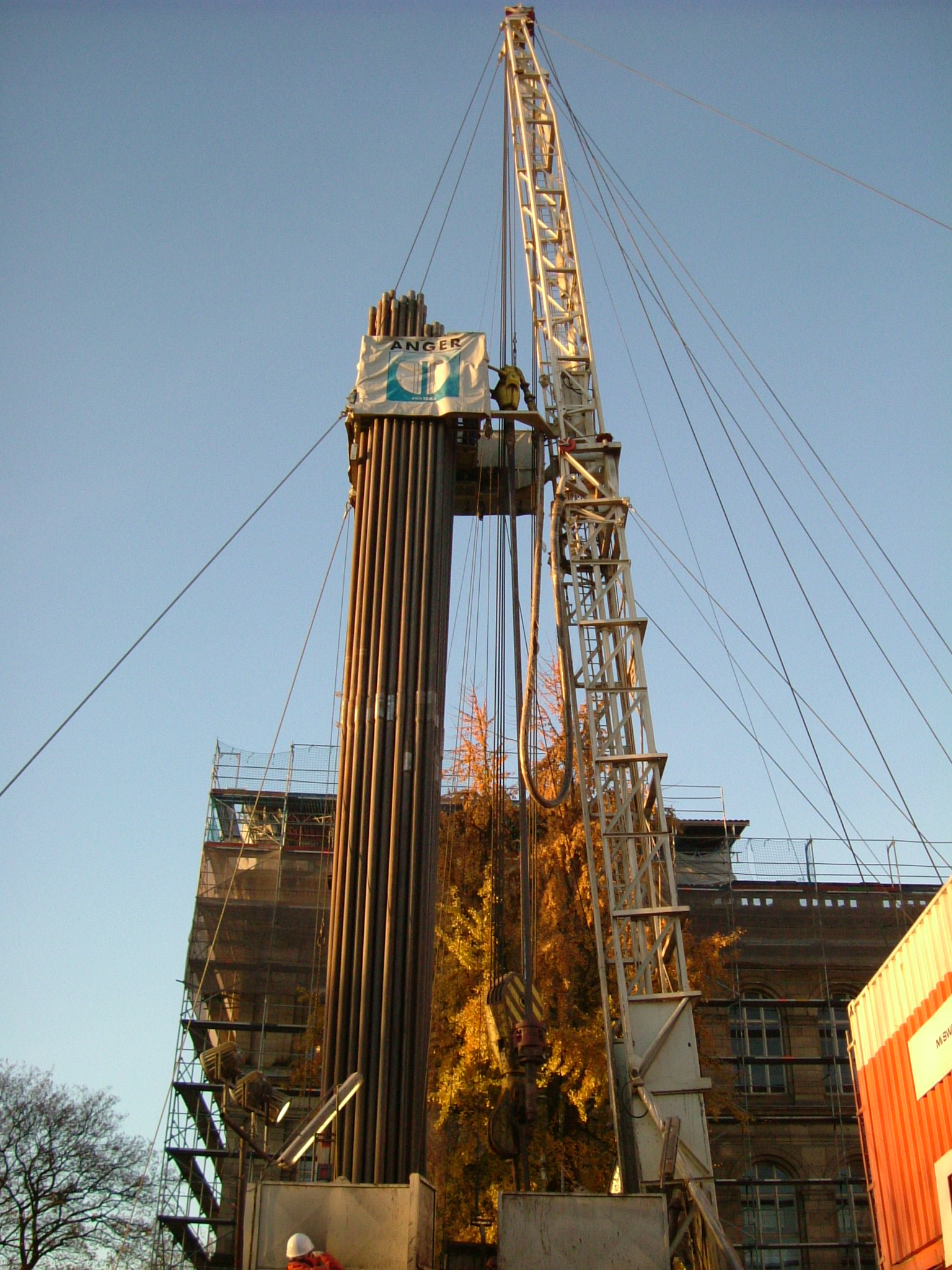
Geothermiebohrung für die Erdwärmesonde des SuperC-Gebäudes

Ein weiteres Herausstellungsmerkmal des neuen Gebäudes sollte die Beheizung mit Erdwärme sein, die im Rahmen eines Forschungsprojekts der Fakultät für Georessourcen und Materialtechnik in Kooperation mit dem Projektpartner Aix-o-therm Geoenergien nutzbar gemacht werden sollte. Im Sommer sollte die der gleichbleibend warme Erdboden durch Hinzuschalten einer Adsorptionskältemaschine zur Kühlung des Gebäudes genutzt werden. Damit wollte die Technische Hochschule ein Zeichen für die ökologische wie ökonomische Ausrichtung der Forschung setzen.
Es war vorgesehen, für die Erdwärmesonde eine mindestens 2500 Meter tiefe Bohrung niederzubringen. Die Erdwärmesonde sollte in einem geschlossenen Kreislaufsystem arbeiten, ohne den Austausch von Wässern entlang der Bohrsäule. Die dafür notwendigen Bohrarbeiten wurden vom 19. Juli 2004 bis zum 22. November 2004 von der Bohrfirma Anger’s Söhne aus Hessisch Lichtenau im Rahmen eines EU-Demonstrationsprojektes durchgeführt. Die Bohrung erreichte eine Endtiefe von 2544 m. Nach Beendigung der Bohrarbeiten wurden geophysikalische Messungen durchgeführt, die Verrohrung bis zur Endtiefe eingebaut und anschließend zementiert. Der Einbau des Innenrohres für die tiefe Erdwärmesonde wurde im Herbst 2009 vorgenommen. Aufgrund der Havarie des bei einer Geothermiebohrung in Arnsberg 2008 verwendeten Glasfaserrohres verzögerte sich der Einbau, da erst ein geeigneter Werkstoff für derartige Bedingungen entwickelt und getestet werden musste.
Die Bohrarbeiten wurden durch ein geowissenschaftliches Forschungsprogramm, welches von der Deutschen Forschungsgemeinschaft finanziert wurde, begleitet. Ziel der geowissenschaftlichen Untersuchungen war eine interdisziplinäre Erkundung des Aachener Untergrundes, wobei unter anderem Schwerpunkte auf die sedimentologische und tektonische Entwicklungsgeschichte der Gesteine, die Entstehung von Erdbeben in der Region Aachen und neue Erkenntnisse zur Entstehung der Aachener Thermalquellen gelegt wurden. Die Informationen über den Untergrund erhielten die Geowissenschaftler aus Gesteinsmaterial (Cuttings), welches mit der Bohrspülung an die Oberfläche gebracht wurde. In verschiedenen Tiefen sind darüber hinaus immer wieder Bohrkerne zu wissenschaftlichen Zwecken entnommen worden. Ergänzt wurden die Untersuchungen durch mehrere Messkampagnen geophysikalischer Bohrlochmessungen. Erbohrt wurden klastische Gesteine des Karbons und Devons.
Die Tiefbohrung in der Innenstadt stellte aufgrund der begrenzten örtlichen Gegebenheiten, der unmittelbaren Nachbarschaft zu frequentierter Infrastruktur und Bebauung (z. B. Hauptgebäude der RWTH) hohe Anforderungen an den Arbeits- und Immissionsschutz. Darüber hinaus musste durch alle technischen Vorkehrungen gewährleistet sein, um von der Tiefbohrung ausgehende Beeinträchtigungen auf die von der Aachener Kaiserbrunnen AG und den Carolus Thermen genutzten Aachener Thermalquellen zu vermeiden. Erstmals in Deutschland wurde darum eine spezielle Bohrspülung eingesetzt. Die Tiefbohrung wurde teleskopartig, d. h. mit sich nach unten verjüngenden Bohrdurchmessern (23 Zoll, 17,5 Zoll und 8,5 Zoll) abgeteuft.

### Technische Probleme, Entzugsleistung, Scheitern

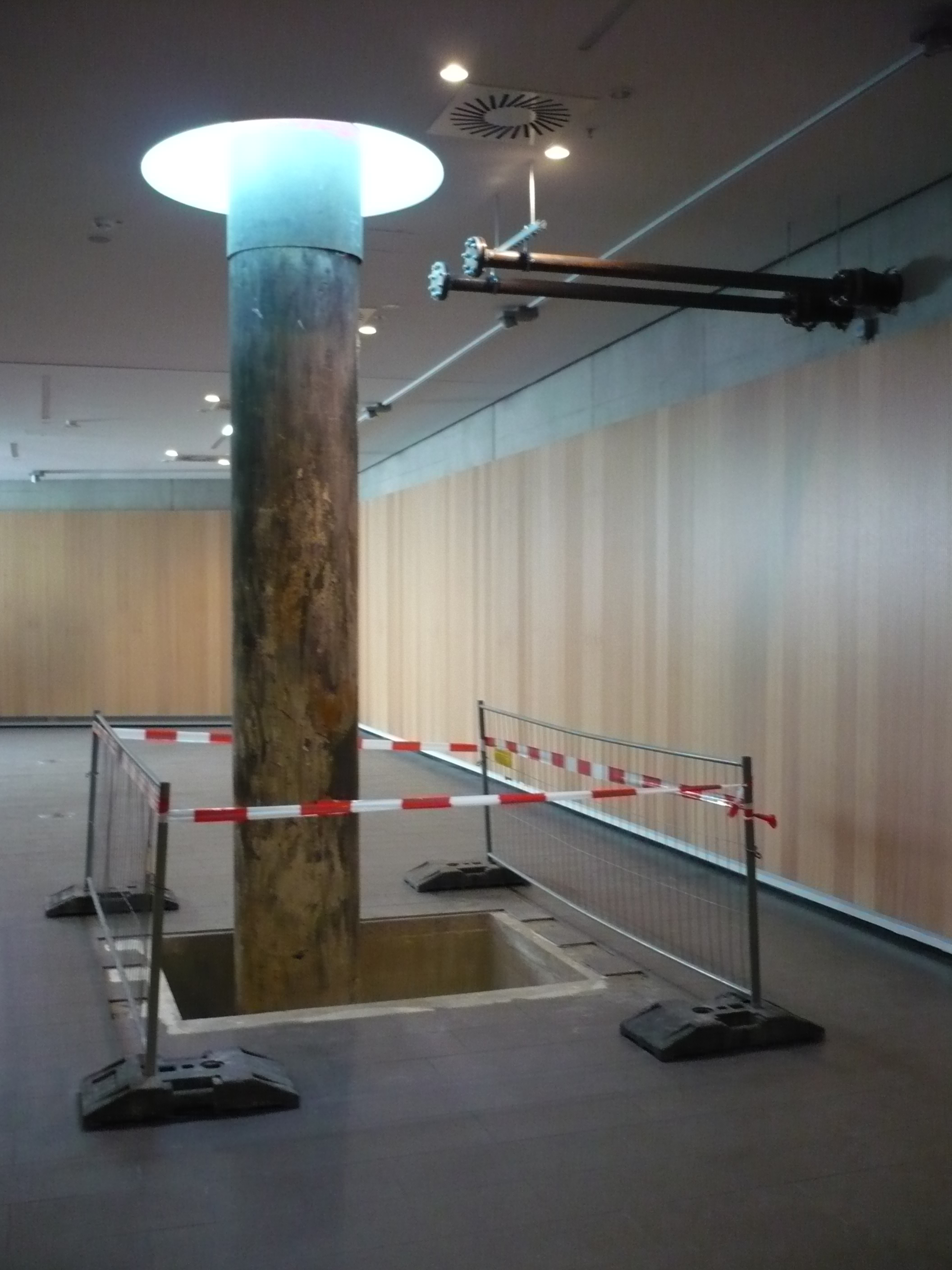
Standrohr der Geothermiebohrung im Keller des Gebäudes

Tatsächlich wurde das SuperC in Aachen nie mit Erdwärme versorgt. Probleme gab es unter anderem immer wieder mit dem Material des Glasfaserkunststoffrohres, das als Innenrohr in das verrohrte Bohrloch eingebracht werden sollte. Ein baugleiches Innenrohr kollabierte 2008 in der Geothermiebohrung in Arnsberg. An der RWTH Aachen wurde daraufhin ein neuer Kunststoff für das Innenrohr entwickelt und zum Patent angemeldet. Aufgrund der bohrtechnisch bedingten, nicht unerheblichen Bohrlochabweichung und der geänderten Materialeigenschaften des Kunststoffs konnte das Innenrohr nur bis eine Tiefe von 1965 m eingebracht werden. In dieser Tiefe ist gemäß dem geothermischen Gradienten maximal mit einer Temperatur von rund 60 °C zu rechnen. Externe Gutachter sollten prüfen, ob das System mit vertretbarem Aufwand nachgebessert werden könne. Am 18. Juli 2011 erklärte der Rektor der RWTH Aachen, Ernst Schmachtenberg, dass das Konzept der Tiefengeothermiewärme in der Form nicht wirtschaftlich zu betreiben ist. In einer erneuten Stellungnahme seitens der Hochschule wurden Zahlen veröffentlicht, wonach die Entzugsleistung der Anlage aufgrund der geringeren Einbautiefe, des niedrigeren geothermischen Gradienten und der schnelleren Abkühlung des aufsteigenden warmen Wassers im Innenrohr wesentlich geringer ist als 2002 von den Verantwortlichen gemeinsam mit dem Projektpartner Aix-o-therm Geoenergien geplant. Anstelle der projektierten 60 °C wurden im Frühjahr 2011 nur maximal 35 °C am Bohrlochkopf gemessen. Die damaligen Kritiker des Projektes, namentlich Experten der Bergakademie Freiberg, des Institutes für Angewandte Geophysik der RWTH und des Geologischen Dienstes NRW sehen sich in den Ergebnissen bestätigt, wonach die geothermische Tiefenstufe in der Aachener Region geringer ist als von den Projektverantwortlichen angenommen und eine nachhaltige thermische Wiederergänzung im Bohrloch nicht erfolgt. Dennoch wurde weiter nach Lösungen gesucht, um zumindest einen Teil der Grundlast der Wärmeversorgung (30–40 %) durch Erdwärme abzudecken.
Das Projekt wurde im September 2014 endgültig als gescheitert erklärt, weitere Anstrengungen von Seiten der Hochschule zur Inbetriebnahme werden mit Stand vom Oktober 2014 nicht unternommen. Das Projekt hat insgesamt ca. fünf Millionen Euro gekostet.

## Architektur
Der Entwurf des Gebäudes ist aus einem Wettbewerb hervorgegangen, den die Architektinnen Susanne Fritzer und Eva-Maria Pape im Jahr 2000 gewonnen haben. Die Architektinnen wurden im Jahr 2004 von dem Bau- und Liegenschaftsbetrieb NRW mit der Planung beauftragt. Baubeginn war Ende 2006, die Fertigstellung war im Herbst 2008.

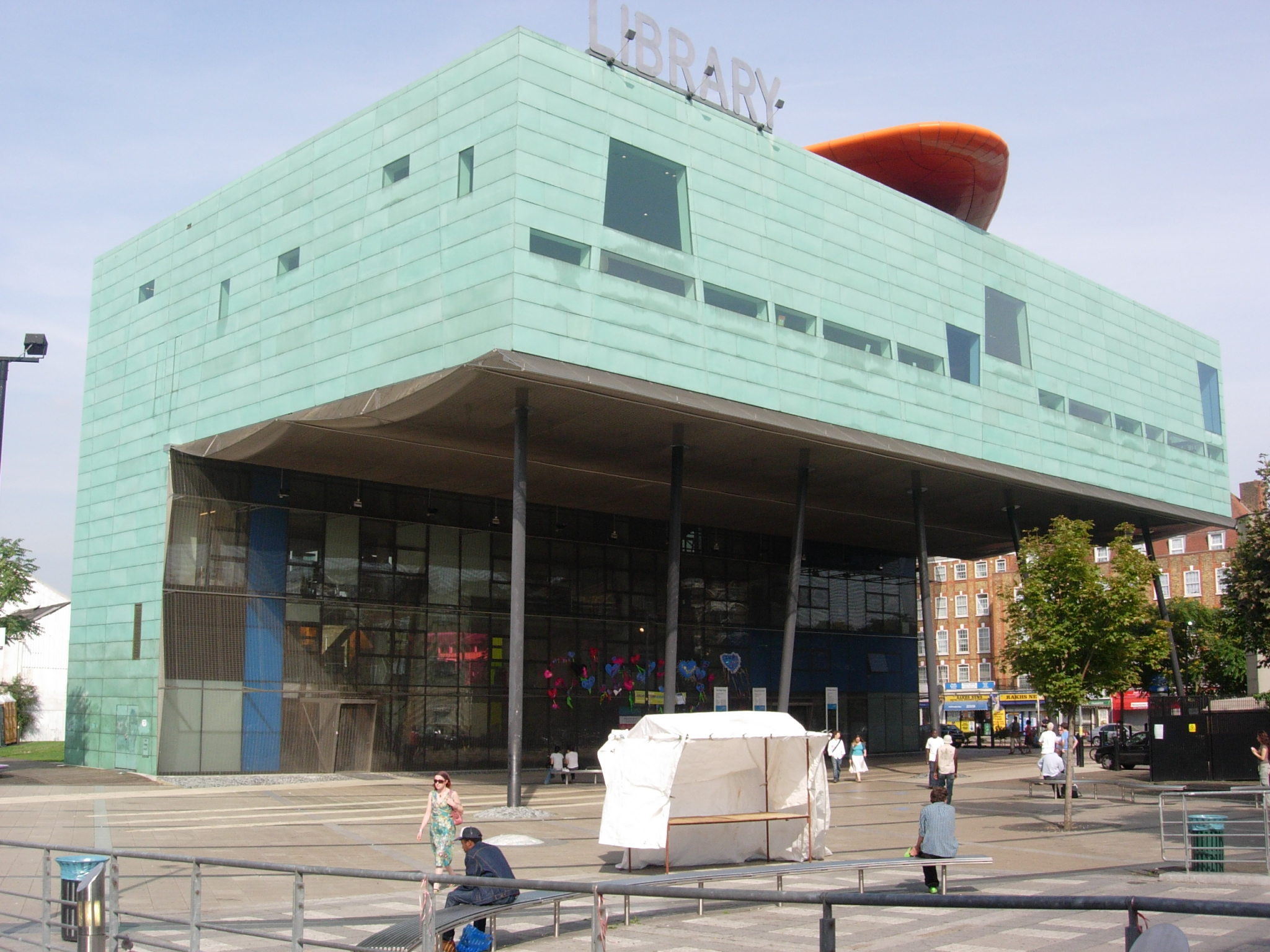
Ähnliches L-förmiges Bibliotheksgebäude in London Peckham

Ein ähnliches L-förmiges Gebäude wurde zuvor von Alsop and Störmer entworfen und von AKT II als Bibliotheksgebäude in London Peckham gebaut. Es gewann 2000 den Stirling-Preis für Architektur.